# Anno Schreier
Anno Schreier (* 1979 in Aachen) ist ein deutscher Komponist.

## Leben
Schreier erhielt ab 1990 Unterricht in Klavier, Violine, Orgel, Tonsatz und Komposition. 1999–2005 studierte er bei Manfred Trojahn an der Robert Schumann Hochschule Düsseldorf, 2003/04 am Royal College of Music London und 2005–2007 in der Meisterklasse von Hans-Jürgen von Bose an der Hochschule für Musik und Theater München. Seit 2008 ist er Lehrbeauftragter für Musiktheorie an der Hochschule für Musik Karlsruhe. In der Spielzeit 2009/2010 war er als „Komponist für Heidelberg“ tätig.

## Ehrungen
- 2001 Preisträger bei der „Saarbrücker Komponistenwerkstatt“
- 2004 2. Preis beim „Tactus“-Forum für junge Komponisten in Brüssel (für Drei Fragmente für Orchester)
- 2007 Aufenthaltsstipendium im Künstlerhaus Lukas in  Ahrenshoop; Leonhard-und-Ida-Wolf-Gedächtnispreis der Landeshauptstadt München
- 2009 Gewinner des Wettbewerbs „Teatro minimo“ am Opernhaus Zürich (mit Hinter Masken); Förderungspreis für Musik der Akademie der Künste (Berlin)
- 2009/2010 Komponist für Heidelberg des Theaters & Orchesters Heidelberg
- 2010 Karl-Arnold-Preis
- 2010 Aufenthaltsstipendium in der Deutschen Akademie Villa Massimo in Rom[1]
- 2012 Förderpreis des Landes Nordrhein-Westfalen für junge Künstlerinnen und Künstler
- 2017 Deutscher Musikautorenpreis (Komposition Musiktheater)

## Kompositionen

### Bühnenwerke
- Der Herr Gevatter (2004). Oper in 7 Bildern, für fünf Sänger und 13 Instrumente. 1., 6. und 7. Bild. Libretto: Anno Schreier (nach dem Märchen der Brüder Grimm; Libretto und Musik der anderen Bilder: Hauke Berheide, Ulrich A. Kreppein, Björn Raithel, Raphael D. Thöne). UA 19. Februar 2005 Saarbrücken (Saarländisches Staatstheater, Alte Feuerwache; Regie: Anna Malunat, Bühnenbild: Jan Kattein, Kostüme: Angela C. Schuett, Dirigent: Mark-Andreas Schlingensiepen)
- Kein Ort. Nirgends (2006). Oper in 5 Bildern, für sieben Sänger, 13 Instrumente und Zuspielungen. Libretto: Christian Martin Fuchs (nach Christa Wolf). UA 22. September 2006 Oestrich-Winkel (Brentano-Scheune; Ensemble des Staatstheaters Mainz, Regie: Anna Malunat, Bühnenbild und Kostüme: Janina Janke, Dirigent: Thomas Dorsch)
- Wunderhorn (2008). Szenischer Liederkreis für fünf Sänger, Horn und Klavier. Libretto: Märchenbilder von Alexander Jansen (nach Des Knaben Wunderhorn). UA 7. Dezember 2008 Würzburg (Mainfranken Theater, Kammerspiele; Maria Bernius (Sopran), Sonja Koppelhuber (Mezzosopran), Randall Bills (Tenor), Uwe Schenker-Primus (Bariton), Tobias Germeshausen (Bass); Regie: Christian Georg Fuchs, Bühnenbild und Kostüme: Sandra Dehler; Roxane Boivin (Horn); Ulrich Pakusch (Klavier und Dirigent))
- Hinter Masken (2008). Musiktheaterstück in 3 Bildern. Libretto: Anno Schreier. UA 25. Januar 2009 Zürich (Opernhaus, Großes Haus; Valeryi Murga (Toru), Sen Guo (Kumiko, seine Frau), Andreas Winkler (Polizist 1), Reinhard Mayr (Polizist 2); Regie: Claudia Blersch, Bühnenbild: Jörg Zielinski, Dirigent: Zsolt Hamar)
- Die Stadt der Blinden (2011). Oper in 5 Akten. Libretto: Kerstin Maria Pöhler nach dem gleichnamigen Roman von José Saramago. UA am 12. November 2011 am Zürcher Opernhaus. (Regie: Stephan Müller, Bühnenbild: Michael Simon, Kostüme: Carla Caminiati, Musikalische Leitung: Zsolt Hamar)
- Hamlet (2016). UA am 14. September 2016 im Theater an der Wien, Libretto: Thomas Jonigk, Musikalische Leitung: Michael Boder. (Regie: Christof Loy)
- Schade, dass sie eine Hure war (2016–2018). Oper in fünf Akten nach John Ford, Libretto: Kerstin Maria Pöhler. UA 16. Februar 2019 in Düsseldorf (Deutsche Oper am Rhein, Opernhaus Düsseldorf; Regie: David Hermann, Bühnenbild: Jo Schramm, Kostüme: Michaela Barth, Musikalische Leitung: Lukas Beikircher)
- Turing. Libretto: Georg Holzer. UA am 26. November 2022 in Nürnberg (Staatstheater Nürnberg, Opernhaus). Musikalische Leitung: Guido Johannes Rumstadt; Regie: Jens-Daniel Herzog; Bühnenbild: Mathis Neidhardt; Kostüme: Sibylle Gädeke[2]

### Vokalkompositionen
- Drei Lieder nach Gedichten von Thomas Bernhard (2002) für Bariton und Klavier. UA 18. Dezember 2002 Düsseldorf (Robert-Schumann-Hochschule; Matthias Sprekelmeyer [Bariton], Anno Schreier [Klavier])

1. Gefangen – 2. Mir ist der Mond zu schad – 3. Kein Baum
- Fünf Sinnsprüche nach Gedichten von Friedrich von Logau (2007) für gemischten Chor a cappella

1. Strafe und Recht – 2. Zwei Grabschriften – 3. Poeterey – 4. Zwei andre Grabschriften – 5. Von meinen Reimen
- Drei Lieder nach Gedichten von Joseph von Eichendorff (2007) für Sopran und Klavier. UA 17. April 2007 München (Musikhochschule; Judith Spiesser [Sopran], Anno Schreier [Klavier])

1. Nacht – 2. Meeresstille – 3. Geistliches Lied
- Fassung für Sopran und Streichquartett (2007): „ – endlos der Wälder Labyrinth – “

- Fünf Lieder nach Gedichten von Nora Bossong (2017) auf Texte aus dem Band Reglose Jagd (2007)[3]
- Fünf Michelangelo-Lieder (2018/2020)[4]

### Ensemble- / Orchesterwerke
- Sérénade pour l’Orphée (2000) für Orchester. UA 24. Mai 2001 Saarbrücken (Funkhaus Halberg; Rundfunk-Sinfonieorchester Saarbrücken, Dirigent: Andrea Pestalozza)
- thick strokes moving (2001) für Orchester. UA 22. Juni 2002 Düsseldorf (Schlosspark Benrath; Sinfonieorchester der Robert Schumann Hochschule Düsseldorf, Dirigent: Mark-Andreas Schlingensiepen)
- Divertimento (2002) für Kammerorchester
- Durchbrochene Szene (2005) für 12 Instrumente. UA 17. Juli 2005 Marktoberdorf (Bayerische Musikakademie; Stravinsky Ensemble Amsterdam, Dirigent: Walter Althammer)
- Nachtstück (Durchbrochene Szene II; 2005) für Orchester. UA 21. August 2005 Berlin (Konzerthaus; Campus-Orchester Deutschland–Russland, Dirigent: Alexandre Skladkowski)
- Vier Fragmente (2004/06) für Orchester. UA 20. Oktober 2006 Mainz (Staatstheater, Großes Haus; Philharmonisches Staatsorchester Mainz, Dirigent: Thomas Dorsch)

1. Praeludium – 2. Quodlibet – 3. Climax – 4. Cantus
- Neufassung: Drei Fragmente für Orchester (2004/06). UA 1. Juni 2006 Brüssel (Théâtre National; Orchestre National de Belgique, Dirigent: Alexander Briger)

- Vier Skizzen (2006) nach Bildern von Paul Klee für Harfe und kleines Orchester. UA 13. Mai 2007 München (Musikhochschule; Feodora Johanna Gabler [Harfe], Symphonieorchester der Studienstiftung des deutschen Volkes, Dirigent: Martin Wettges)

1. Präludium – 2. Lied des Spottvogels – 3. Don Giovanino – 4. Pastorale
- Komm nicht zu nah, bleib nicht zu fern (2006). Sieben Fragmente für Ensemble (14 Spieler). UA 8. Dezember 2006 Düsseldorf (Clara-Schumann-Musikschule; notabu-ensemble, Dirigent: Mark-Andreas Schlingensiepen)
- Vierzehn Konversationsstücke über ein Thema von Wolfgang Amadeus Mozart (2007) für zehn Bläser. UA 28. Oktober 2007 Mainz (Staatstheater, Kleines Haus; Philharmonisches Bläserdezett Mainz, Dirigent: Michael Millard)
- Im Wettstreit (2008). Scherzo-Skizze für Orchester. UA 23. Juli 2008 Shanghai (Concert Hall; „young.euro.classic“-Festivalorchester China-Deutschland, Dirigent: Muhai Tang)
- Er ist nicht für Mezzosopran, gemischten Chor und kleines Orchester (2009). UA 16. Mai 2010 im Rahmen der Festkonzerte zum 125sten Jubiläum des Bachchors Heidelberg.
- On A Long Strand (2015). Musik für Violoncello und Orchester. UA 22. November 2015 Karlsruhe (Badisches Staatstheater; Julian Steckel [Violoncello], Badische Staatskapelle, Dirigent: Robert Trevino)

### Musik für Tasteninstrumente
Orgel
- Bewölkter Gesang (2000)
- Prière (2001)

Klavier
- Crossroads (2001)
- Zwei Arabesken (2006). UA 21. Juni 2006 London (Steinway Hall; Minami Teramoto)

### Kammermusik
Soli
- Arabeske (2005) für Flöte
- Medea-Paraphrasen (2007) für Oboe. UA 26. Oktober 2007 Mainz (Landesmuseum; Christian Petrenz)
- Drei Landschaftsbilder (2007) für Violoncello. UA 19. Februar 2007 München (Siemens Auditorium; Jaka Stadler)

Duos
- Begegnung (1998) für Violine und Klavier
- Duo (2000) für Violoncello und Klavier. UA 16. September 2000 Düsseldorf (EKO-Haus; Mitsuru Morita [Violoncello], Ryuichi Morita [Klavier])
- Märchenerzählung (2002) für Viola und Klavier
- Canto in due (2003) für zwei Violinen

1. Canto spezzato – 2. Tema con variazioni – 3. Tempo di Minuetto
Quartett
- Klavierquartett (2001)

Quintette
- Quintett (2004) für Klarinette, Violine, Viola, Violoncello und Klavier. UA 24. Juni 2004 London (Royal College of Music; RCM Contemporary Consort). – Neufassung (2006)
- Metamorphosen (2005/06) für fünf Streicher (1.0.1.2.1). UA 21. Februar 2006 München (Musikhochschule; ensemble oktopus, Dirigentin: Hildegard Schön)